# ビンス・パーキンス
ビンス・パーキンス（Mark Vincent "Vince" Perkins , 1981年9月27日 - ）は、カナダ・ブリティッシュコロンビア州ビクトリア出身のプロ野球選手（投手）。

## 経歴
2000年のMLBドラフトで、トロント・ブルージェイズから18巡目で指名を受け入団。2005年まで、傘下のマイナーチームでプレーした。
2006年の第1回WBCのカナダ代表に選出された。
2007年は、ミルウォーキー・ブルワーズ傘下のマイナーチームでプレー。
2008年は、独立リーグであるアトランティックリーグのカムデン・リバーシャークスとノーザンリーグのジョリエット・ジャックハンマーズでプレーした。
2009年の第2回WBCでもカナダ代表に選出されている。同年は、シカゴ・カブス傘下のマイナーチームでプレーした。
2010年は、独立リーグであるアトランティックリーグのニューアーク・ベアーズとヨーク・レボリューションでプレーした。

## 選手としての特徴
160km/h近いストレートとスライダー、チェンジアップ、スプリットを武器に高い奪三振率を誇るが、突如制球を乱す傾向がある。